# جنگ نخست پلوپونز
جنگ اول پلوپونز (۴۶۰–۴۴۵ قبل از میلاد) بین اسپارت به عنوان رهبر اتحادیه پلوپونزی و متحدان اسپارتی‌ها به ویژه تبس در یک سو و لیگ دِلیان به رهبری آتن با حمایت آرگوس در سوی دیگر، درگرفت. این جنگ شامل یک سری درگیری‌ها و نبردهای جزئی مانند جنگ مقدس دوم بود. دلایل متعددی برای جنگ وجود داشت، از جمله ساخت دیوارهای طولانی به دور آتن، پناه بردن مگارا به آتنی‌ها و حسادت و نگرانی اسپارت نسبت به رشد روزافزون امپراتوری آتن.
جنگ نخست پلوپونز در سال ۴۶۰ قبل از میلاد با نبرد اونوئه آغاز شد، در این نبرد مقدماتی نیروهای اسپارتی از نیروهای متحد آتن و آرگیوه شکست خوردند. در ابتدای جنگ، آتنی‌ها بهتر عمل می‌کردند و با استفاده از ناوگان برتر خود در درگیری‌های دریایی پیروز شدند. آن‌ها همچنین تا سال ۴۵۷ قبل از میلاد روی زمین دست بالا را داشت ولی در این سال اسپارت‌ها و متحدانشان ارتش آتن را در تاناگرا شکست دادند. با این حال، آتنی‌ها ضد حمله کردند و در نبرد اونوفیتا در برابر بوئوتی‌ها پیروز شدند و این پیروزی را با فتح تمام بوئوتیا به جز تبس ادامه دادند.
آتن موقعیت خود را با افزودن عضویت ایجاینا در لیگ دالیان، و همچنین ویران کردن پلوپونز، تثبیت کرد. آتنی‌ها در سال ۴۵۴ قبل از میلاد از سپاه ایرانیان هخامنشی در مصر شکست خوردند که باعث شد به آتش‌بس پنج ساله با اسپارت تن دهند. با این حال، در سال ۴۴۸ قبل از میلاد با شروع جنگ مقدس دوم آتش درگیری‌ها در یونان مجدداً شعله‌ور شد. در سال ۴۴۶ قبل از میلاد، شهر بوئوتیا شورش کرد و آتنی‌ها را در کورونیا شکست داد و استقلال خود را دوباره به دست آورد.
جنگ اول پلوپونز در توافقی بین اسپارت و آتن به پایان رسید که به صلح سی ساله (زمستان ۴۴۶–۴۴۵ قبل از میلاد) مشهور است. بر اساس مفاد این پیمان، هر دو طرف بخش‌های اصلی امپراتوریشان را حفظ می‌کردند. آتن به تسلط خود بر دریا ادامه داد در حالی که اسپارت بر خشکی تسلط داشت. شهر مگارا به لیگ پلوپونز بازگشت و شهر آگینا عضو خراج‌پرداز اما خودمختار لیگ دلیان شد. جنگ بین این دو لیگ در سال ۴۳۱ قبل از میلاد دوباره آغاز شد که به جنگ دوم پلوپونز انجامید. آن جنگ با پیروزی قاطع اسپارت به پایان رسید.